# Gare d'Egyed-Rábacsanak
La gare d'Egyed-Rábacsanak (en hongrois : Egyed-Rábacsanak vasútállomás) est une halte ferroviaire hongroise, située à Rábacsanak.